# Гостиница Смирнова «Нарзан»
Гостиница Смирнова «Нарзан» — достопримечательность в Кисловодске, Ставропольский край, Россия, расположенное на Курортном бульваре, д. 14, напротив Нарзанной галереи, рядом с Колоннадой. Включает в себя несколько корпусов, первый из которых был построен в 1879 году в эклектическом стиле классического направления. В настоящее время в здании расположена гостиница «Гранд-отель», оно является объектом культурного наследия регионального значения.

## История
На месте гостиницы в 1829—1848 годах находились казённые купальни, известные также как «винокуренный завод», а также гауптвахта у моста.
В 1872 году, при контрагенте Кавказских Минеральных Вод А. М. Байкове, было разрешено открытие на этом месте частной гостиницы. Участок приобрёл пятигорский купец В. Н. Смирнов.
В 1873—1874 годах шло строительство первой гостиницы — двухэтажного деревянного здания по проекту архитектора Н. И. Невинского, рассчитанного на 50 номеров. В 1878 году оно сгорело.
В 1879 году Смирнов выстроил новое, кирпичное здание под названием «Нарзан», которое включало 69 номеров и первый частный ресторан, а к 1888 году гостиница располагала уже 80 номерами. Здание имело два этажа и полуподвальный цокольный этаж и было построено в эклектическом стиле классического направления.
В конце XIX века к нему была добавлена трехэтажная кирпичная пристройка с деревянным эркером, в результате чего количество номеров увеличилось до 100. Имелись ресторан и крупный магазин, что способствовало привлечению сезонных врачей и отдыхающих.
Около 1901 года Смирнов умер, а его гостиница перешла к наследникам. Ресторан стал управляться неким Маркозовым, в гостинице также имелись универсальный магазин купца Артемия Очакова и аптека В. И. Мишакина на первом этаже.
В начале XX века позади основного корпуса был построен новый корпус на 35 номеров под названием «Нарзан-2». К 1917 году оба корпуса суммарно имели 140 номеров, были снабжены электрическим освещением и ванными комнатами.
После Октябрьской революции гостиница была национализирована. Во время Второй мировой войны в здании гостиницы размещался Пансионат № 2 Курортной поликлиники. В современное время в здании находится гостиницы «Гранд-отель».

## Галерея

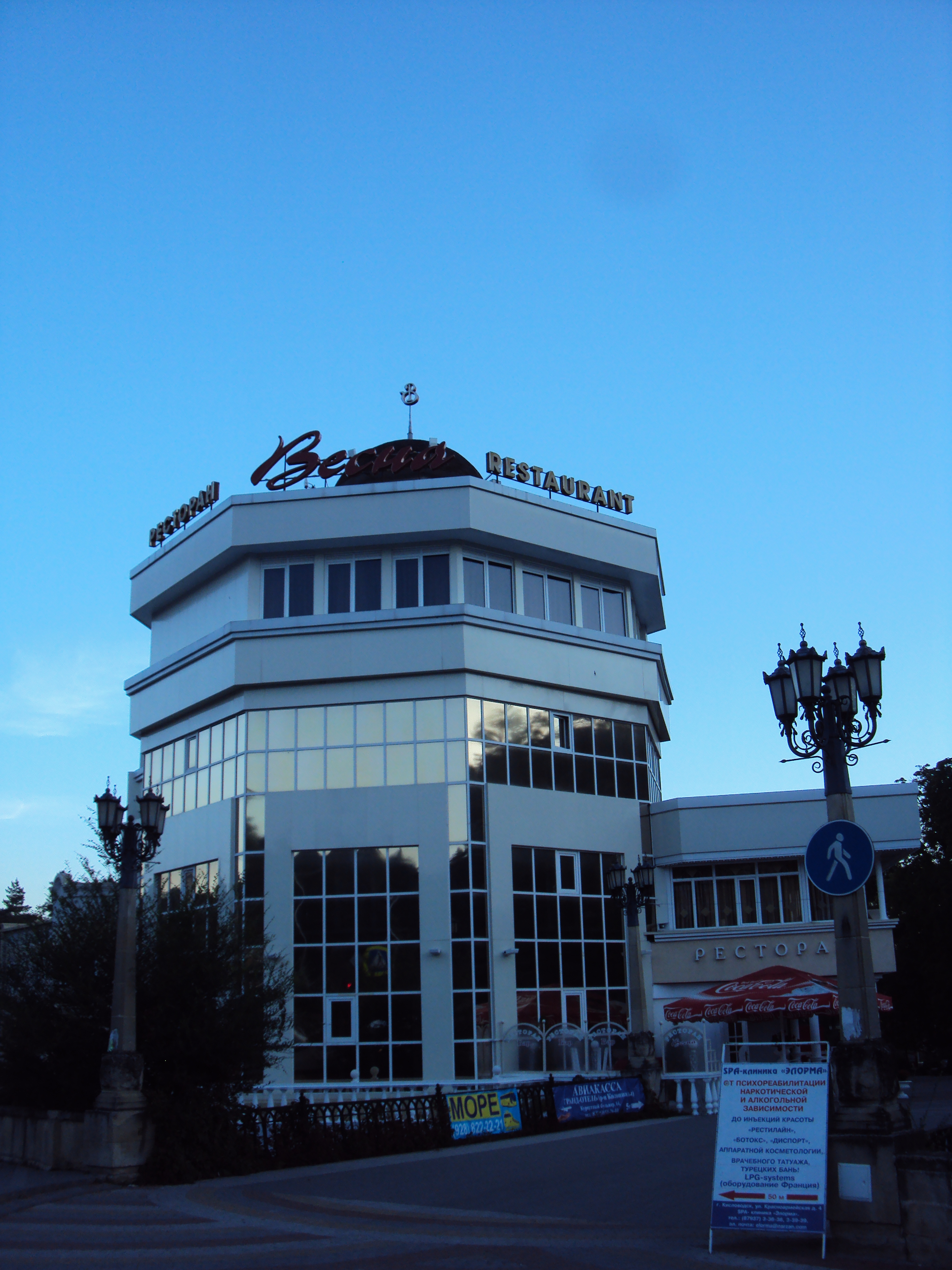
Вид с торца, со стороны реки
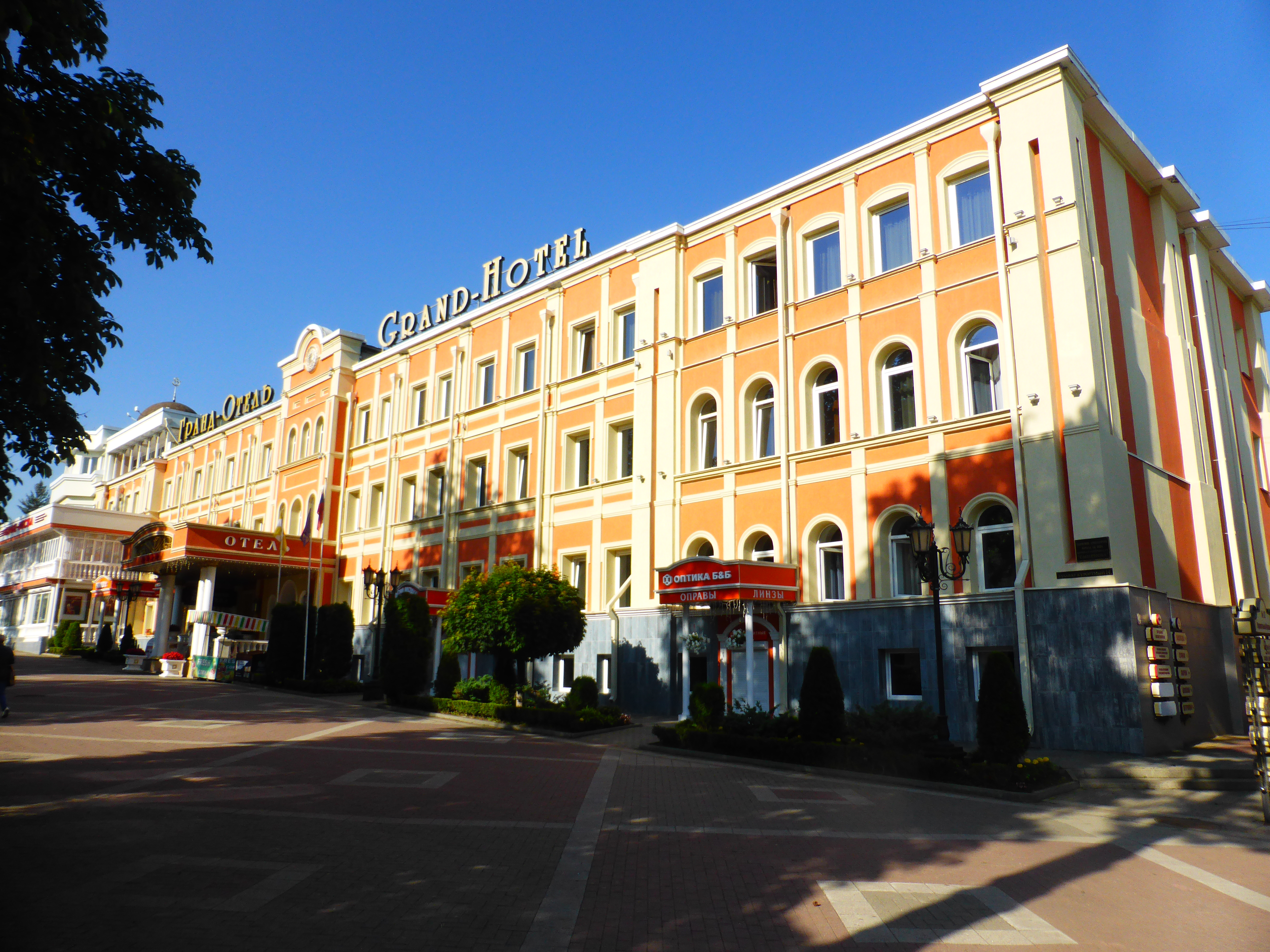
Корпус, выходящий на Нарзанную галерею
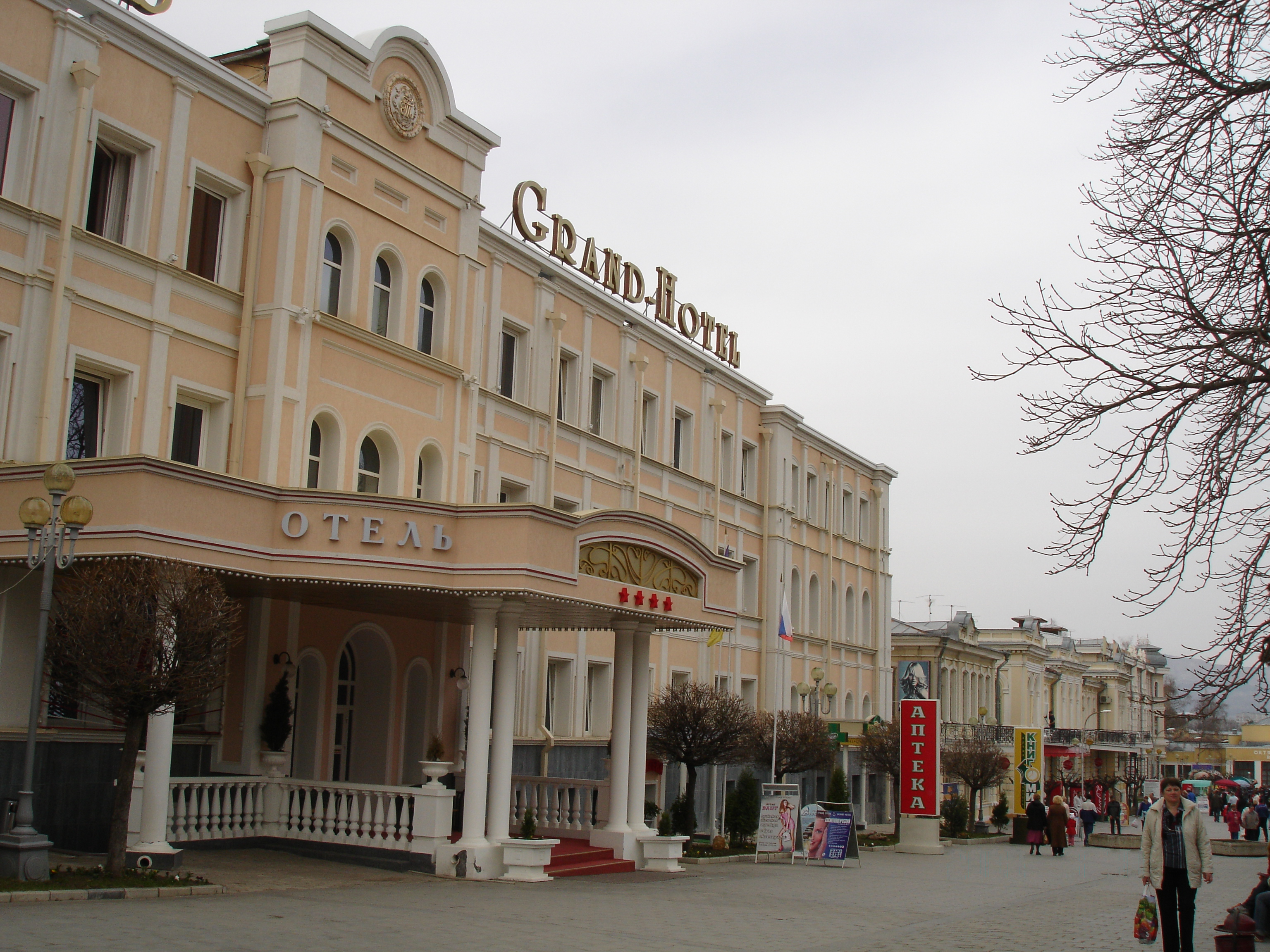
Вид в сторону Курортного бульвара
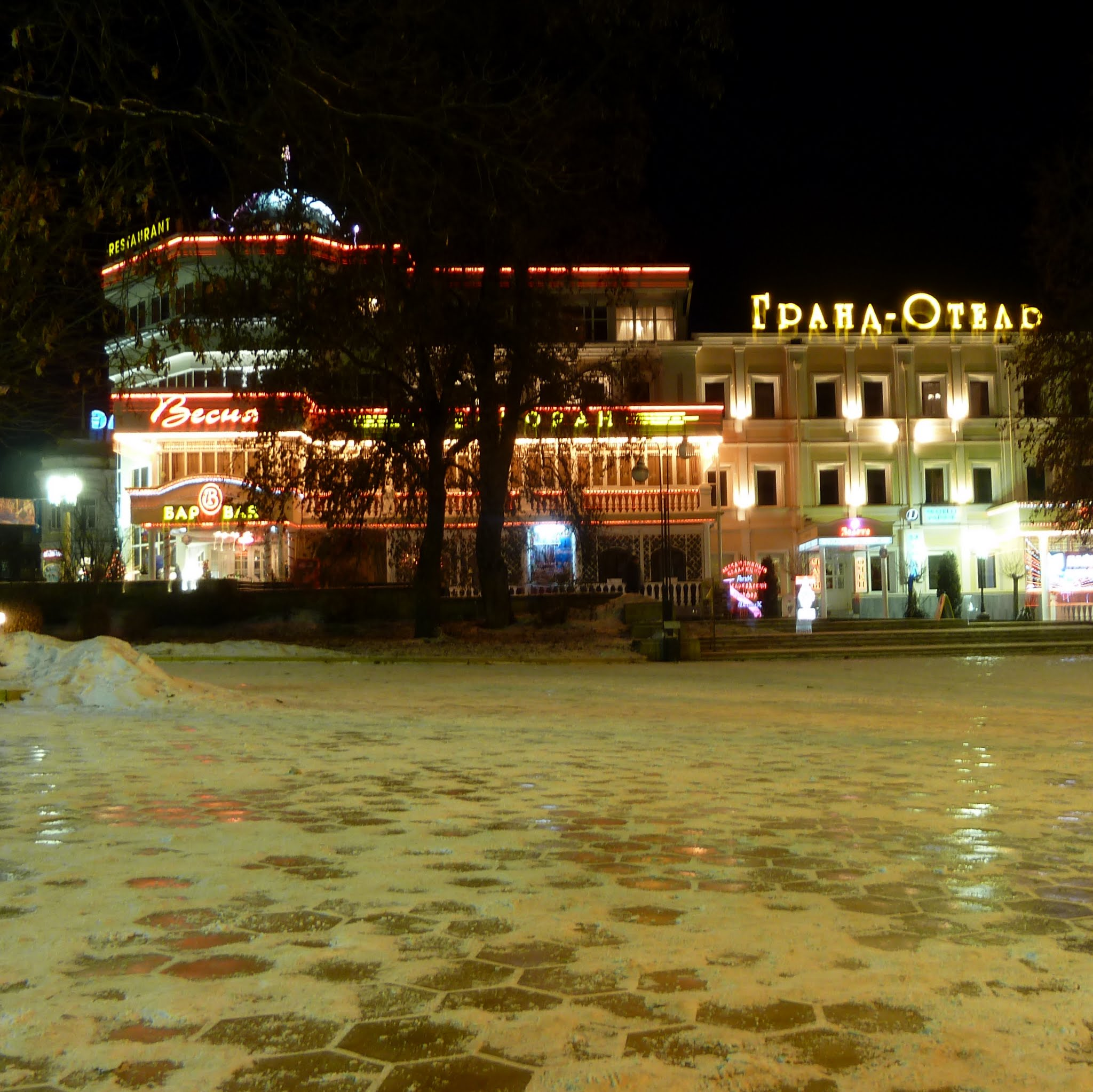
Вид ночью